# Ex (Unix)
ex (сокращение от англ. EXtended («расширенный»), — это строковый редактор для систем Unix, первоначально написанный Биллом Джоем в 1976 году, начиная с более ранней программы, написанной Чарльзом Хейли. Существует несколько реализаций программы; они стандартизированы POSIX.

## История
Оригинальным Unix-редактор, распространявшимся с Research Unix в 1970-х годах, был довольно неудобный для пользователя ed. Джордж Кулурис из Лондонского Колледжа королевы Марии, в котором в 1973 году был установлен, в 1975 году разработал улучшенную версию под названием «em», которая могла использовать преимущества видеотерминалов. Во время посещения Университета Беркли, Кулурис показал свою программу Биллу Джою, который модифицировал ее для снижения требований к процессору; версия Джоя стала называться «ex» и была включена в BSD.
ex в, конечном итоге, получил полноэкранный визуальный интерфейс (включая новые командные операции), тем самым став текстовым редактором vi. В последнее время, ex реализуется как личность программы vi; большинство вариантов по-прежнему имеют «режим ex», который вызывается с помощью команды ex, или из vi вводом символа : (двоеточие). Хотя функциональные возможности ex и vi частично совпадают, некоторые действия можно выполнять только с помощью команд ex, поэтому они остаются полезными при использовании vi.

## Отношение к vi
Основные команды ex, относящиеся к поиску и замене, необходимы для vi. Например, команда ex :%s/XXX/YYY/g заменяет каждое вхождение XXX на YYY, и работает также в. Параметр % означает каждую строку в файле. Параметр 'g' означает глобальный и означает замену каждого вхождения в каждой строке (если он не указан, то будет заменено только первое вхождение в каждой строке).

## Вызов из командной строки

### Синопсис
```
ex [-rR] [-s|-v] [-c 
команда
] [-t 
строка тега
] [-w 
размер
] [
файл
...]
```

### Параметры
-rвосстановить указанные файлы после системного сбоя
-Rустановить режим только для чтения
-s(только в XPG4) подавляет интерактивную обратную связь
-vиспользовать визуальный режим (vi)
-c командавыполнить команду для первого буфера, загруженного из файла. Можно использовать до десяти раз.
-t строка теговредактировать файл, содержащий указанный тег
-w размерустановить размер окна
 —(устарело) подавляет интерактивную обратную связь
-lвключить режим лисп-редактора
-xиспользовать шифрование при записи файлов
-Cвариант шифрования
fileимя (имена) файла (файлов) для редактирования